# Lepiniopsis ternatensis
Lepiniopsis ternatensis là một loài thực vật có hoa trong họ La bố ma. Loài này được Valeton mô tả khoa học đầu tiên năm 1895.